# Journée internationale des lesbiennes
La Journée internationale des lesbiennes, célébrée le 8 octobre, est une journée de célébration des lesbiennes, ainsi que de leur culture, de leur histoire et de leur diversité. Cette journée est célébrée par les lesbiennes et leurs alliés à travers divers événements communautaires, danses et conférences, et est principalement célébrée en Nouvelle-Zélande et en Australie. Les origines de cette célébration demeurent incertaines : certains affirment qu'elle a débuté en Nouvelle-Zélande en 1980, tandis que d'autres soutiennent qu'elle a commencé en Australie en 1990,,.

## En Nouvelle-Zélande
La Journée internationale des lesbiennes en Nouvelle-Zélande aurait débuté le 8 mars 1980, avec la toute première Marche de la Journée des lesbiennes lors de la Journée internationale des femmes. La marche ne comptait que 40 femmes qui défilèrent à travers le parc central de Wellington,.

## En Australie
Le premier événement de la Journée internationale des lesbiennes en Australie eut lieu au Town Hall de Collingwood (en) à Melbourne le 13 octobre 1990. L'événement proposait des musiciens, des stands de marché, des lectures, et l'on dansait sur de la musique live. Depuis lors, la communauté lesbienne de Melbourne célèbre cette journée le 8 octobre ou aux alentours de cette date. Les lesbiennes demandent maintenant à la communauté de faire des dons aux organisations caritatives qui soutiennent les femmes lesbiennes,,.
ACON, une organisation de promotion de la santé LGBTQ+ spécialisée dans la prévention et le soutien du VIH basée en Nouvelle-Galles du Sud, a utilisé cette journée pour lancer sa stratégie de santé lesbienne. Lesbians on the Loose (en) a utilisé le 8 octobre pour célébrer son 20e anniversaire.

## Journée de visibilité lesbienne
La Journée internationale des lesbiennes est également liée à la Journée de la visibilité lesbienne, qui se tient le 26 avril et aurait été créée en 2008 au Royaume-Uni. Cette journée permet aux personnes qui s'identifient comme lesbiennes de sensibiliser aux problèmes auxquels elles font face, notamment la marginalisation au sein de la communauté LGBTQ+.